# رینس‌بورخ
رینس‌بورخ (به هلندی: Rijnsburg) یک منطقهٔ مسکونی در هلند است که در کات‌ویک واقع شده‌است. رینس‌بورخ ۱۴٫۸۵۰ نفر جمعیت دارد.